# Копа Америка 2011.
Амерички куп 2011. (службени назив: 2011 Campeonato Sudamericano Copa América) је 43. по реду Амерички куп, и одржавао се у Аргентини у организацији КОНМЕБОЛа. Првенство је почело 1. јула 2011. а завршило се 24. јула исте године.

## Репрезентације
На турниру учуствује десет екипа из Јужне Америке и две репрезентације које су позване, а не припадају овом савезу, (Костарика и Мексико).
| - Аргентина - Боливија - Бразил - Чиле | - Колумбија - Еквадор - Парагвај - Перу | - Уругвај - Венецуела - Костарика (позвани) - Мексико (позвани) |

## Стадиони
| Буенос Ајрес                                | Кордоба                          | Хухуј                    | Ла Плата                                  |
| ------------------------------------------- | -------------------------------- | ------------------------ | ----------------------------------------- |
| Стадион Монументал                          | Стадион Марио Кемпес             | Стадион 23. август       | Градски стадион Ла Плата                  |
| Капацитет: 57.921                           | Капацитет: 57.000                | Капацитет: 23.000        | Капацитет: 53.000                         |
| Estadio Monumental Antonio Vespucio Liberti | Estadio Córdoba                  |                          |                                           |
| Мендоза                                     | Салта                            | Сан Хуан                 | Санта Фе                                  |
| Стадион Малвинас Архентинас                 | Стадион Падре Ернесто Мартеарена | Стадион дел Бисентарио   | Стадион Бригадир Генерал Естанислао Лопез |
| Капацитет: 40.269                           | Капацитет: 20.408                | Капацитет: 25.000        | Капацитет: 47.000                         |
|                                             |                                  | Estadio del Bicentenario |                                           |

## Жреб
Жреб је одржан 11. новембра 2010. у Ла Плати. Репрезентације су биле подељене у четири шешира.
| Шешир 1                      | Шешир 2                     | Шешир 3                     | Шешир 4                    |
| ---------------------------- | --------------------------- | --------------------------- | -------------------------- |
| Аргентина · Бразил · Уругвај | Чиле · Колумбија · Парагвај | Боливија · Перу · Венецуела | Еквадор · Јапан1 · Мексико |

1  Јапан је одустао па је његово место заузела  Костарика.

## Групна фаза такмичења
Учествовало је дванаест репрезентација подељених у три групе по четири репрезентације. Две најбоље пласиране репрезентације из сваке групе и две најбоље трећепласиране прошле су у четвртфинале.
| Пласирали се у четвртфинале |
| Испали                      |

### Група А
| Датум         | Време | Репрезентација | Репрезентација | Резултат |
| ------------- | ----- | -------------- | -------------- | -------- |
| 1. јул 2011.  | 21:45 | Аргентина      | Боливија       | 1:1      |
| 2. јул 2011.  | 15:30 | Колумбија      | Костарика      | 1:0      |
| 6. јул 2011.  | 21:45 | Аргентина      | Колумбија      | 0:0      |
| 7. јул 2011.  | 19:15 | Боливија       | Костарика      | 0:2      |
| 10. јул 2011. | 16:00 | Колумбија      | Боливија       | 2:0      |
| 11. јул 2011. | 21:45 | Аргентина      | Костарика      | 3:0      |

| Репрезентација | ИГ | П | Н | И | ГД | ГП | ГР | Б |
| -------------- | -- | - | - | - | -- | -- | -- | - |
| Колумбија      | 3  | 2 | 1 | 0 | 3  | 0  | +3 | 7 |
| Аргентина      | 3  | 1 | 2 | 0 | 4  | 1  | +3 | 5 |
| Костарика      | 3  | 1 | 0 | 2 | 2  | 4  | −2 | 3 |
| Боливија       | 3  | 0 | 1 | 2 | 1  | 5  | −4 | 1 |

### Група Б
| Датум         | Време | Репрезентација | Репрезентација | Резултат |
| ------------- | ----- | -------------- | -------------- | -------- |
| 3. јул 2011.  | 16:00 | Бразил         | Венецуела      | 0:0      |
| 3. јул 2011.  | 18:30 | Парагвај       | Еквадор        | 0:0      |
| 9. јул 2011.  | 16:00 | Бразил         | Парагвај       | 2:2      |
| 9. јул 2011.  | 18:30 | Венецуела      | Еквадор        | 1:0      |
| 13. јул 2011. | 19:10 | Парагвај       | Венецуела      | 3:3      |
| 13. јул 2011. | 21:45 | Бразил         | Еквадор        | 4:2      |

| Репрезентација | ИГ | П | Н | И | ГД | ГП | ГР | Б |
| -------------- | -- | - | - | - | -- | -- | -- | - |
| Бразил         | 3  | 1 | 2 | 0 | 6  | 4  | +2 | 5 |
| Венецуела      | 3  | 1 | 2 | 0 | 4  | 3  | +1 | 5 |
| Парагвај       | 3  | 0 | 3 | 0 | 5  | 5  | 0  | 3 |
| Еквадор        | 3  | 0 | 1 | 2 | 2  | 5  | −3 | 1 |

### Група Ц
| Датум         | Време | Репрезентација | Репрезентација | Резултат |
| ------------- | ----- | -------------- | -------------- | -------- |
| 4. јул 2011.  | 19:15 | Уругвај        | Перу           | 1:1      |
| 4. јул 2011.  | 21:45 | Чиле           | Мексико        | 2:1      |
| 8. јул 2011.  | 19:15 | Уругвај        | Чиле           | 1:1      |
| 8. јул 2011.  | 21:45 | Перу           | Мексико        | 1:0      |
| 12. јул 2011. | 19:15 | Чиле           | Перу           | 1:0      |
| 12. јул 2011. | 21:45 | Уругвај        | Мексико        | 1:0      |

| Репрезентација | ИГ | П | Н | И | ГД | ГП | ГР | Б |
| -------------- | -- | - | - | - | -- | -- | -- | - |
| Чиле           | 3  | 2 | 1 | 0 | 4  | 2  | +2 | 7 |
| Уругвај        | 3  | 1 | 2 | 0 | 3  | 2  | +1 | 5 |
| Перу           | 3  | 1 | 1 | 1 | 2  | 2  | 0  | 4 |
| Мексико        | 3  | 0 | 0 | 3 | 1  | 4  | −3 | 0 |

## Завршна фаза

### Четвртфинале
| Датум         | Време | Репрезентација | Репрезентација | Резултат     |
| ------------- | ----- | -------------- | -------------- | ------------ |
| 16. јул 2011. | 16:00 | Колумбија      | Перу           | 0:2 прод.    |
| 16. јул 2011. | 19:15 | Аргентина      | Уругвај        | 1:1(4:5)пен. |
| 17. јул 2011. | 16:00 | Бразил         | Парагвај       | 0:0(0:2)пен. |
| 17. јул 2011. | 19:15 | Чиле           | Венецуела      | 1:2          |

### Полуфинале
| Датум         | Време | Репрезентација | Репрезентација | Резултат     |
| ------------- | ----- | -------------- | -------------- | ------------ |
| 19. јул 2011. | 21:45 | Перу           | Уругвај        | 0:2          |
| 20. јул 2011. | 21:45 | Парагвај       | Венецуела      | 0:0(5:3)пен. |

### За 3. место
| Датум         | Време | Репрезентација | Репрезентација | Резултат |
| ------------- | ----- | -------------- | -------------- | -------- |
| 23. јул 2011. | 16:00 | Перу           | Венецуела      | 4:1      |

### Финале
| Датум         | Време | Репрезентација | Репрезентација | Резултат |
| ------------- | ----- | -------------- | -------------- | -------- |
| 24. јул 2011. | 16:00 | Уругвај        | Парагвај       | 3:0      |

## Коначан пласман
| Пласман | Екипа     |
| ------- | --------- |
|         | Уругвај   |
|         | Парагвај  |
|         | Перу      |
| 4       | Венецуела |
| 5       | Чиле      |
| 6       | Колумбија |
| 7       | Аргентина |
| 8       | Бразил    |
| 9       | Костарика |
| 10      | Еквадор   |
| 11      | Боливија  |
| 12      | Мексико   |

| Награда                  | Име              |
| ------------------------ | ---------------- |
| Најкориснији играч (МВП) | Луис Суарез      |
| Најбољи стрелац          | Паоло Гереро 5   |
| Најбољи млади играч      | Себастијан Катез |
| Најбољи голман           | Јусто Виљар      |
| Награда за фер-плеј      | Уругвај          |

| 2° место Парагвај | Победник Америчког купа у фудбалу Уругвај 15° титула | 3° место Перу |